# ビアルモスクス亜目
ビアルモスクス亜目 (Biarmosuchidae) あるいは、エオティタノスクス亜目 (Eotitanosuchia) / フチノスクス亜目 (Phthinosuchia) は、古生代ペルム紀中期から後期に生息した単弓類（旧「哺乳類型爬虫類」）。テトラケラトプスに次いで出現した獣弓目の初期分類群である。

## 進化史
このグループの祖を含め、獣弓類の祖先はスフェナコドン科の中でも原始的な系統であるハプトドゥスに近縁であったとされる。ビアルモスクス類の祖型もおそらくは小型で昆虫食の生物であったが、かれらはやがて高地へと進出、大きな発展を遂げる事になる。その四肢は典型的な爬行であった盤竜類とは異なり、僅かであるが直立へと近づいた。また、歯も犬歯が発達するなどより捕食に適応した形態となった。これにより、かれらはおそらくカセア類などの草食盤竜類の生き残りや他の獣弓類などを捕食していたと思われる。それ以後バンゲア各地に放散し、より進化した獣弓類と競合しながらもペルム紀最末期まで生き延びている。当時の生態系においては比較的稀な存在だったようであり、発見される化石数は少なく、たった一つだけの標本化石から知られる種も多い。

## 形態
主に肉食のグループで、1mに満たぬ小型のものから、エオティタノスクスの様な推定6mを超す大型種まで様々な種を含む。後のディノケファルス類、異歯類、獣歯類などと比較すると、祖先である盤竜類スフェナコドン科の特徴を色濃く残している。頭骨の側頭窓はより拡大し、眼窩も大きい。この大きな眼窩は、彼らの祖が盤竜類ハブトドゥスに近い種であった事を示唆している。また、異歯性がより顕著になり、犬歯は大型化する傾向がある。その顕著な例がエオティタノスクスであった。そして、この特徴はゴルゴノプス亜目など獣歯類にも色濃く受け継がれている。脊柱などは未だ盤竜類的な特徴を残しているが、極端な棘突起の伸長は無い。尾は短く、細くなりつつある。ビアルモスクスなどの基盤的種では顕著ではないものの、多くの種は頭部に瘤状の隆起などの装飾を持っていたことが頭骨の化石から知られている。

## 分布
初期の化石は主にロシア、ウラル山脈西側などより出土している。又、南アフリカからも後期のものをはじめとした化石が見つかっている。当時、これらの地域をはじめとする地球上の全大陸はパンゲア大陸の一部であった。

## 系統
以下に示す表は、あくまでも分類の一例に過ぎない事に注意。各科が独立した亜目（または下目）となる場合もある。
- 単弓類 Synapsida
  - スフェナコドン科 Sphenacodontidae
  - 獣弓類 Therapsida
    - †テトラケラトプス Tetraceratops
    - †ビアルモスクス亜目 Biarmosuchia
      - ビアルモスクス科 Biarmosuchidae : ビアルモスクス
      - フチノスクス科 Phthinosuchidae : フチノスクス
      - エオティタノスクス科 Eotitanosuchidae : エオティタノスクス

    - Eutherapsida
      - †ディノケファルス類 Dinocephalia
      - Neotherapsida
        - †異歯亜目 Anomodontia
        - 獣歯類 Theriodontia
          - 哺乳類 Mammalia

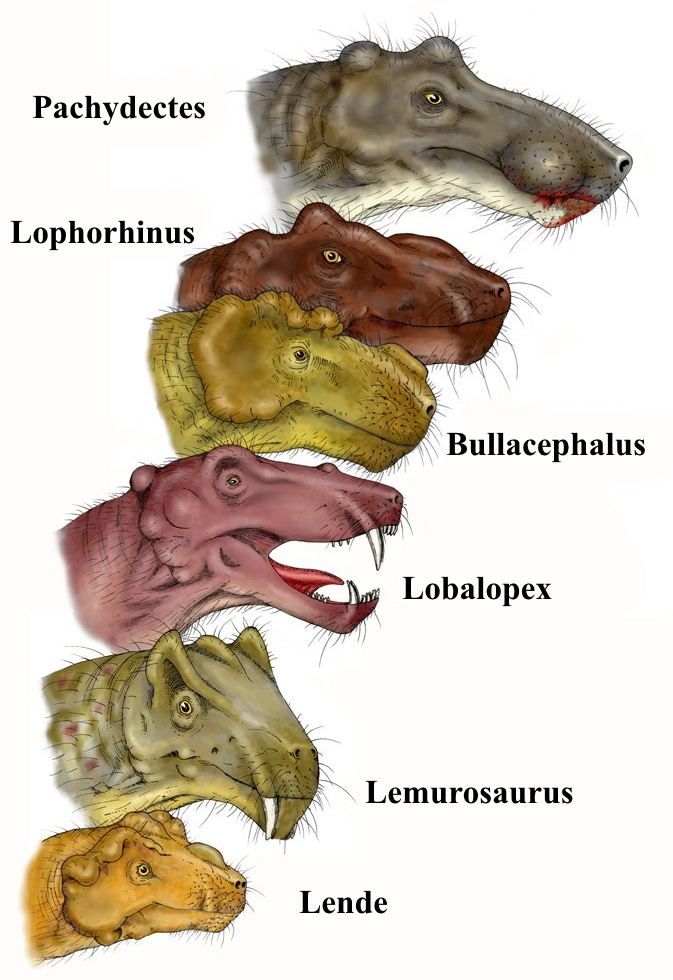
ビアルモスクス類
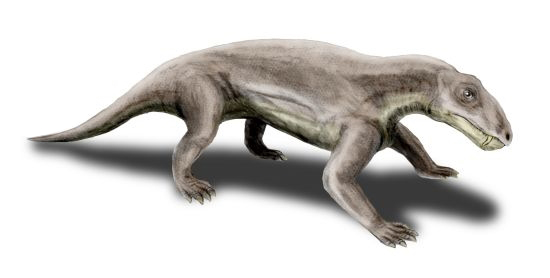
ビアルモスクス Biarmosuchus
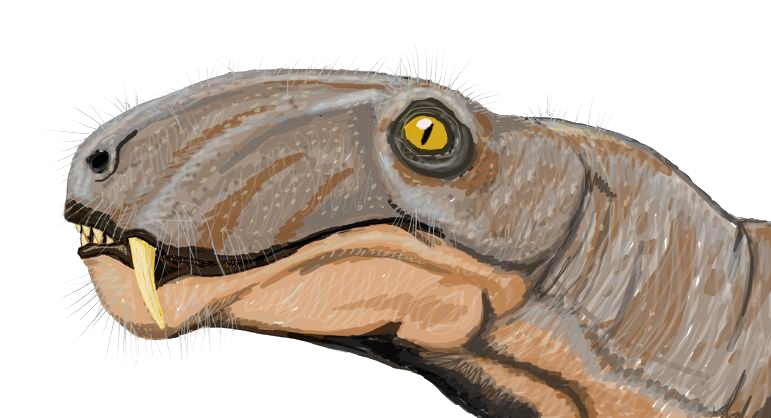
エオティタノスクス Eotitanosuchus
フチノスクス Phthinosuchus
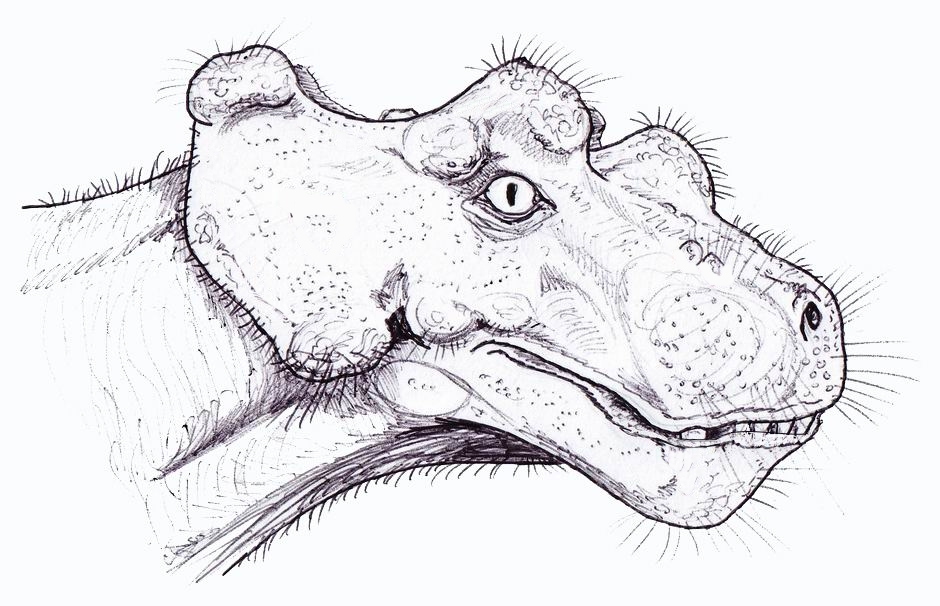
ブルネティア Burnetia